# Loyalistes (révolution américaine)
Pour les articles homonymes, voir Loyaliste.

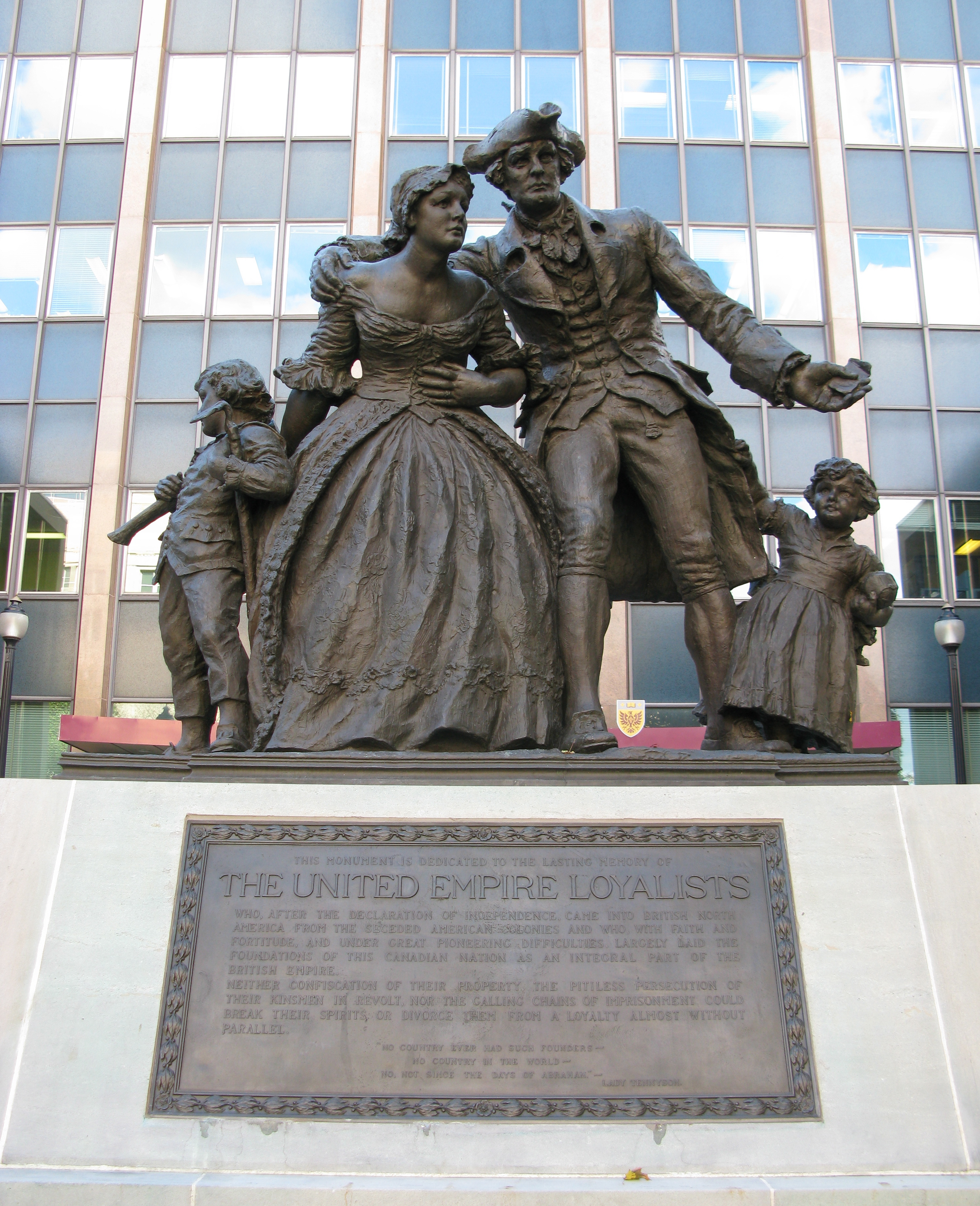
Statue de Loyalistes à Hamilton (Ontario).

Les loyalistes sont les colons américains restés fidèles à la Grande-Bretagne et à la monarchie britannique pendant la guerre d’indépendance américaine. Souvent appelés à l’époque « tories », « conservateurs », « royalistes » ou « hommes du roi », ils s’opposaient aux Patriots, en faveur de la révolution américaine. Après leur défaite, 20 % des Loyalistes environ s’enfuirent vers d’autres parties de l’Empire britannique, en Grande-Bretagne ou ailleurs en Amérique du Nord britannique, surtout en Ontario et au Nouveau-Brunswick, où ils furent appelés « Loyalistes ». La plupart furent compensés en terres canadiennes ou en espèces britanniques distribuées par le biais des procédures de réclamations formelles.
Les historiens estiment qu’entre 15 et 20 % de la population canadienne descend des loyalistes des Treize colonies américaines.

## Caractéristiques psychologiques

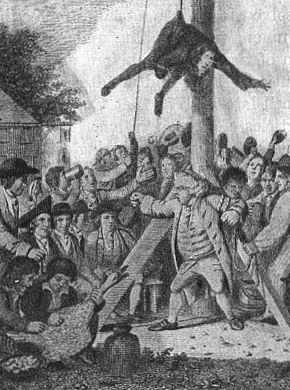
Loyalistes tourmentés par les Patriots.

L’historien Leonard Woods Larabee a identifié, en 1948, huit caractéristiques des Loyalistes qui les rendaient essentiellement conservateurs :
- Une résistance psychologique au changement due au fait qu’ils étaient plus âgés et mieux établis dans la société ;
- L’opinion que la résistance au gouvernement légitimement établie – la Couronne britannique – était moralement répréhensible ;
- L’aliénation suscitée par le recours à la violence, telles que la pratique par les Patriots du brulage des maisons ou du supplice du goudron et des plumes ;
- L’irritation suscitée par l’obligation par les Patriots de déclarer leur opposition alors qu’ils auraient préféré s’en tenir à une position attentiste ;
- Un attachement sentimental durable à la Grande-Bretagne dû à des liens de famille et d’affaires ;
- Le désir de procrastination de l'indépendance, bien qu'ils la sachent inévitable;
- Une certaine prudence et la peur de l’anarchie résultant du désordre révolutionnaire, qui coûta à beaucoup d’entre eux leurs biens et leur sécurité après la révolution ;
- Un certain pessimisme, aux dires de certains, selon lequel ils ne partageaient pas la confiance en l’avenir affichée par les Patriots, tandis d’autres ont avancé les souvenirs et la terrible expérience de nombreux immigrants écossais qui avaient déjà vu, voire payé de la dépossession et de l’expulsion de leur précédente patrie le prix de leur rébellion précédente[3],[4],[5],[6].

## Loyalisme et opérations militaires
Les Loyalistes étaient généralement passifs, attendant que Londres envoient une armée pour réprimer la rébellion. Lorsque celle-ci arrivait dans leur voisinage, nombre d’entre eux rejoignaient les régiments parrainés par les Britanniques. Dans les premiers mois de la révolution, les Patriots assiégèrent Boston, où étaient basées la plupart des forces britanniques. Ailleurs, il y avait peu de troupes britanniques et les Patriots prirent le contrôle de tous les leviers du gouvernement, ainsi que des fournitures d’armes et de poudre à canon. Le 4 juillet 1776, le contrôle de pratiquement tout le territoire des Treize colonies était aux mains des Patriotes, qui ont procédé à l’expulsion de tous les fonctionnaires royaux. Aucun de ceux qui proclamaient ouvertement leur loyauté à l’égard de la Couronne n’étant autorisé à rester, les Loyalistes se contentèrent de fuir, voire de garder tout simplement le silence ; certains de ces derniers allaient être de ceux qui allaient, par la suite, aider à l’occupation des colonies par l’armée britannique ou s’enrôler dans les régiments loyalistes en uniforme.
Lorsque les Britanniques furent chassés de Boston le 17 mars 1776 à la suite de l’échec du siège de Boston, ils se regroupèrent à Halifax et attaquèrent New York en août, battant l’armée de George Washington à Long Island et capturant New York et ses environs. Les forces britanniques occupèrent la zone autour de l’embouchure du fleuve Hudson jusqu’en 1783. Les forces britanniques prirent également le contrôle d’autres villes, comme Philadelphie en 1777, Savannah de 1778 à 1783, et Charleston de 1780 à 1782, ainsi que différentes portions des campagnes. Comme 90 % de la population coloniale résidait hors des villes, le Congrès contrôlait dans les faits, 80 à 90 % de la population américaine. Les Britanniques retirèrent leurs gouverneurs des colonies contrôlées par les Patriots, mais le gouvernement civil loyaliste fut rétabli de 1779 à 1782 dans la région côtière de la Géorgie, malgré la présence des forces Patriots dans la partie nord de la Géorgie. Essentiellement, les Britanniques ne purent se maintenir au pouvoir que dans les zones où ils maintenaient une forte présence militaire.

## Les Loyalistes dans les Treize Colonies

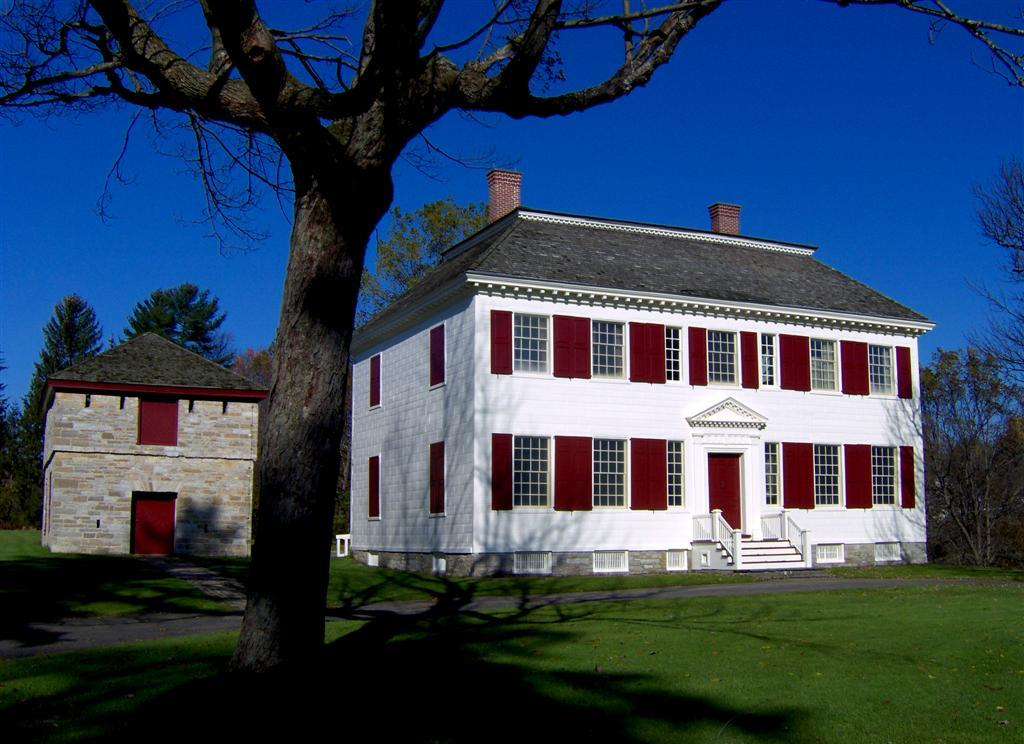
Johnson Hall, quartier général de Sir John Johnson dans la vallée de Mohawk.

L’historien Robert Calhoon a écrit, en 2000, concernant la proportion de Loyalistes par rapport aux Patriots dans les Treize Colonies que « Les meilleures estimations des historiens placent la proportion d’hommes loyalistes adultes blancs quelque part entre 15 et 20 %. Environ la moitié des colons d’origine européenne a tenté d’éviter toute implication dans la lutte – certains d’entre eux étaient des pacifistes délibérés, d’autres des immigrants récents, et le reste beaucoup plus simplement des apolitiques. Les patriotes ont reçu le soutien actif de peut-être 40 à 45 % de la population blanche et, au plus, jamais plus qu’une simple majorité. »
Avant les travaux de Calhoon, les estimations sur la part des Loyalistes dans la population étaient un peu plus élevées, avec un chiffre communément cité d’un tiers, mais la plupart des spécialistes ne l’acceptent plus. On a parfois cité John Adams comme ayant revendiqué, dans une lettre, en 1813, qu’un tiers des Américains soutenait la révolution et qu’un tiers y était opposé, mais le passage en question parle en réalité de la Révolution française. Adams a en effet estimé dans une autre lettre de cette année que, lors de la révolution américaine, les Patriots avaient dû lutter contre un tiers environ de la population, alors qu’eux-mêmes représentaient environ les deux tiers de celle-ci, il ne mentionne pas ceux qui étaient neutres. À la fin des années 1960, Paul H. Smith est arrivé, avec des calculs basées sur la force des régiments loyalistes, à un chiffre inférieur, de 19,8 % de Loyalistes.
L’historien Robert Middlekauff a ainsi résumé la recherche scientifique sur la nature du soutien loyaliste : « On trouve le plus grand nombre de Loyalistes dans les colonies du centre : de nombreux fermiers de New York, par exemple, soutenaient le roi, comme beaucoup de Hollandais de la colonie et dans le New Jersey. Les Allemands de Pennsylvanie ont essayé de se tenir hors de la révolution, tout comme les quakers, et lorsque cela a échoué, ils se sont accrochés aux vieilles habitudes plutôt que d’adopter les nouvelles. Les Écossais des Highlands dans les Carolines, un bon nombre de membres du clergé anglican et de leurs paroissiens dans le Connecticut et à New York, quelques presbytériens les colonies du Sud et un grand nombre d’Iroquois sont restés fidèles au roi. »

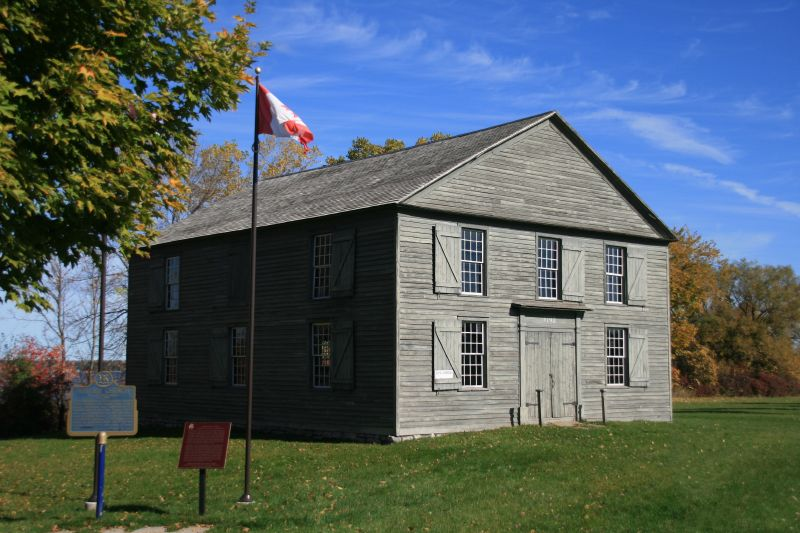
Église méthodiste construite en 1792 en Ontario par des Loyalistes.

New York et Long Island, qui étaient la base militaire et politique des opérations britanniques en Amérique du Nord de 1776 à 1783, concentrait nombre de Loyalistes, dont beaucoup étaient des réfugiés en provenance d’autres États. Selon Calhoon, les Loyalistes tendaient à être plus âgés et plus riches, mais nombre de Loyalistes étaient aussi de condition modeste. Beaucoup de membres actifs de l’Église d’Angleterre sont devenus loyalistes. Certains nouveaux arrivants de Grande-Bretagne, notamment ceux d’Écosse, foraient une proportion élevée de Loyalistes. Les Loyalistes dans les colonies du sud furent réprimés par les Patriots locaux, qui contrôlaient l’État et l’administration locale. Beaucoup de gens – y compris les anciens anciens de la guerre de Régulation (en) de Caroline du Nord, pourtant considérée par certains historiens comme un catalyseur de la future guerre révolutionnaire américaine – refusèrent de se joindre à la rébellion, tout comme ils avaient auparavant protesté contre la corruption par les autorités locales qui devinrent, par la suite, les dirigeants révolutionnaires. L’oppression par les autorités locales whigs pendant la guerre de Régulation mena à de nombreux résidents de l’arrière-pays de la Caroline du Nord à rester passifs ou prendre parti pour les Loyalistes.
Dans les zones sous contrôle des rebelles, les biens des Loyalistes étaient confisqués, et les partisans déclarés du roi étaient menacés d’humiliations publiques tels que le goudron et les plumes, ou d’attaques physiques. On ignore combien de civils loyalistes firent l’objet de harcèlement de la part des Patriots, mais ce traitement avertissait les autres Loyalistes de ne pas prendre les armes. En septembre 1775, William Drayton et le colonel loyaliste Thomas Fletchall signèrent un traité de neutralité dans la communauté de Ninety Six, en Caroline du Sud. Deux résidents de la ville furent exécutés par les forces Patriots pour avoir activement aidé l’armée britannique lorsqu’elle occupait Philadelphie.

## L’esclavage et les Loyalistes noirs
En raison de la crise imminente en 1775 le gouverneur royal de Virginie, Lord Dunmore, publia une proclamation promettant la liberté aux esclaves capables de porter les armes et rejoindre dans son Régiment éthiopien (en) loyaliste. Des 800 à s’enrôler, certains contribuèrent à la déroute de la milice de Virginie à la bataille de Kemp's Landing. Ils combattirent aussi à la bataille de Great Bridge sur l’estuaire Elizabeth sous la devise « Liberté aux esclaves», mais cette fois, ils furent défaits. Le reste du régiment fut ensuite impliqué dans l’évacuation de Norfolk, avant d’être affecté dans la région de Chesapeake, où il paya un lourd tribut à une épidémie de variole et d’autres maladies dont son camp fut victime, ce qui mit nombre d’entre eux hors d’action pendant un certain temps. Les survivants continuèrent à servir pendant toute la guerre après avoir rejoint d’autres unités britanniques. Les coloniaux noirs, qui se portaient souvent spontanément volontaires, furent, au total, 12 000 à servir du côté britannique de 1775 à 1783. Le résultat fut que les Patriots furent également obligés d’offrir la liberté à ceux qui accepteraient de servir dans l’Armée continentale, mais ces promesses furent bien souvent rétractées aussi bien par les Loyalistes que les Patriots.
Entre 400 et 1 000 Noirs libres allèrent rejoindre à Londres la communauté libre noire forte d’environ 10 000 membres. De 3 500 à 4 000 de plus rejoignirent les colonies britanniques de Nouvelle-Écosse et du Nouveau-Brunswick, où les Britanniques leur avaient promis des terres. Plus de 2 500 s’installèrent à Birchtown, en Nouvelle-Écosse, qui devint illico la plus grande communauté noire libre d’Amérique du Nord. La qualité inférieure des terres qu’ils avaient reçues et les préjugés des Loyalistes blancs des environs de Shelburne, qui harcelaient régulièrement leur établissement, rendirent la vie très difficile à leur communauté. En 1791, la Sierra Leone Company offrit de transporter les Loyalistes noirs mécontents en Afrique, dans la colonie britannique de Sierra Leone avec les promesses de meilleures terres et davantage d’égalité. Environ 1 200 quittèrent alors la Nouvelle-Écosse pour la Sierra Leone, où ils nommèrent la capitale Freetown et devinrent, après 1787, l’élite dirigeante de la Sierra Leone.[citation nécessaire]

## Les Loyalistes haudenosauees
Les Loyalistes haudenosauees étaient des autochtones qui bataillait les États-Unis durant la guerre d’indépendance Américaine sur la côté des britanniques. Quand les États-Unis ont créé leur pays et ont commencé leur conquête vers l’ouest, les États-Unis ont pris la terre des Loyalistes haudenosaunees et les ont forcés à partir ou les ont tués.

## Les Loyalistes en Amérique du Nord britannique

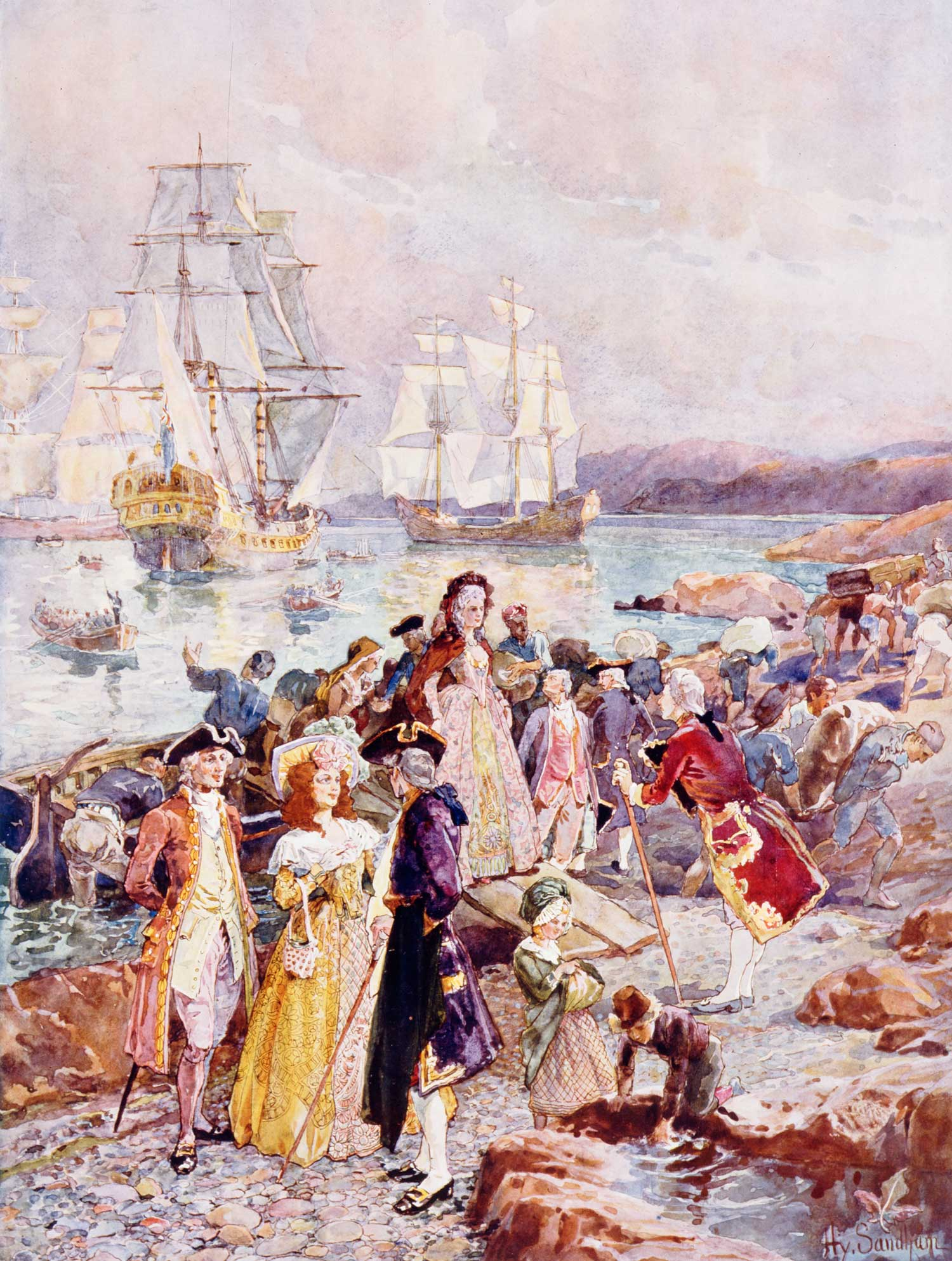
L’Arrivée des Loyalistes d’Henry Sandham donne une représentation romantisée de l’arrivée des Loyalistes de l'Empire-Uni au Nouveau-Brunswick vers 1783.

Les agents des Patriots étaient actifs dans la Province de Québec (qui fut ensuite fréquemment appelée « Canada », du nom antérieur de la province française) dans les mois précédant le déclenchement des hostilités actives. John Brown de Pittsfield, un agent du Comité de correspondance de Boston, s’activa, au cours de l’hiver 1774-1775, avec le marchand canadien Thomas Walker et d’autres sympathisants des Patriots à convaincre les Québécois de soutenir les actions du Premier Congrès continental. Cependant, beaucoup de Québécois restèrent neutres et résistèrent à servir les Britanniques ou les Américains.
Bien que certains Québécois aient pris les armes en faveur de la cause américaine, la majorité resta fidèle à George III. L'Acte de Québec de 1774, par lequel le gouvernement britannique garantissait la tolérance religieuse et linguistique avait satisfait les colons francophones qui, en général, ils ne sympathisèrent pas avec une sédition vue par eux comme dirigée par des protestants de Nouvelle-Angleterre, leurs ennemis héréditaires et rivaux commerciaux. La plupart des colons anglophones du Québec étaient arrivés après la conquête britannique du Québec en 1759-1760, et beaucoup étaient d'origine britannique et peu susceptibles de soutenir la séparation d'avec la Grande-Bretagne. Les anciennes colonies britanniques de Terre-Neuve et de Nouvelle-Écosse, qui comprenait à l'époque l'actuel Nouveau-Brunswick, resta également fidèle à la couronne et fournit des forces militaires à l'appui de la Couronne.
À la fin de 1775, l'Armée continentale envoya au Québec une force dirigée par le général Richard Montgomery et le colonel Benedict Arnold, avec pour objectif de convaincre les Québécois de rejoindre la révolution américaine. Seule une minorité de Québécois étaient ouvertement fidèles à George III, mais environ 1 500 miliciens combattirent pour le roi au siège du Fort Saint-Jean. Dans le sud de la région de Montréal occupée par l’Armée continentale, certains habitants soutinrent les Patriots et créèrent deux régiments pour se joindre à leurs forces.
En Nouvelle-Écosse, il y avait beaucoup de colons originaires de la Nouvelle-Angleterre, et ils soutenaient généralement les principes de la révolution américaine, mais l’afflux d’immigration récente en provenance des îles britanniques se solda par un déclin du nombre relatif et de l’influence de cet élément, et ceux-ci restèrent neutres au cours de la guerre.

## Service militaire
Les Loyalistes tentèrent rarement de s’organiser sur le plan politique. Sauf lorsque des unités régulières de l’armée britannique étaient dans la région, ils étaient le plus souvent passifs. Les Britanniques, en revanche, pensaient qu’une communauté loyaliste très activiste était prête à se mobiliser et ils planifièrent beaucoup de leur stratégie autour de la levée de régiments loyalistes. La ligne britannique provinciale, composée d’Américains enrôlés sur une base d’armée régulière, comptait 19 000 Loyalistes (50 unités et 312 compagnies). 10 000 autres servirent dans des milice ou « associations » loyalistes. La force maximale de la ligne provinciale loyaliste était de 9 700 en décembre 1780,. En tout, environ 50 000 furent, à un moment ou un autre, soldat ou miliciens dans les forces britanniques, dont 15 000 dans le bastion loyaliste de New York. La majorité des Loyalistes combattit dans les colonies du Sud et du Centre et peu étaient du nord.[citation nécessaire] En outre, un grand nombre d’Américains servirent dans l’armée régulière britannique et dans la Royal Navy.

## Immigration

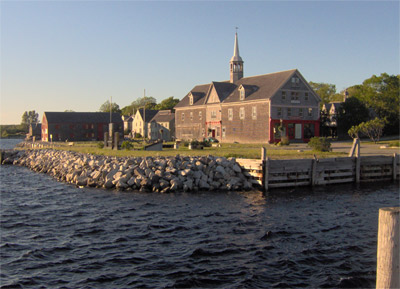
Shelburne, en Nouvelle-Écosse, fut une destination majeure de réfugiés loyalistes de la première heure.

La grande majorité des Loyalistes blancs (de 450 000 à 500 000) restèrent là où ils avaient vécu durant et après la guerre. À partir du milieu des années 1780, un petit pourcentage de ceux qui étaient partis revint aux États-Unis.
Pendant et après la fin de la guerre révolutionnaire américaine en 1783, les Loyalistes (surtout les soldats et les anciens fonctionnaires) purent choisir d’être évacués. Les Loyalistes dont les racines n’étaient pas encore profondément ancrées dans le Nouveau Monde étaient plus susceptibles de partir tandis que les personnes âgées qui avaient des liens familiaux, avaient acquis des propriétés, s’étaient fait des amis et possédaient un certain degré de respectabilité sociale étaient plus susceptibles de demeurer aux États-Unis.
De 10 à 15 % environ partirent (environ 62 000 Loyalistes blancs, soit environ 2 % de la population américaine totale de 3 millions en 1783). Beaucoup de ces émigrants tardifs étaient motivés par le désir de profiter de l’offre de terres gratuites du gouvernement britannique, mais beaucoup furent également déçus par l’hostilité permanente envers les conservateurs et résolurent de quitter la République nouvellement indépendante.
Environ 46 000 allèrent en Amérique du Nord britannique (l’actuel Canada). Parmi ceux-ci, 34 000 prirent le chemin de la Nouvelle-Écosse, tandis que 2 000 à l’ile du Prince-Édouard et 10 000 en Ontario. 7 000 prirent le chemin de la Grande-Bretagne et 9 000 des Bahamas et des colonies britanniques des Antilles britanniques. Les 34 000 émigrants en Nouvelle-Écosse y furent mal reçus par les Néo-Écossais[citation nécessaire], qui descendaient pour la plupart de la Nouvelle-Angleterre et s’y étaient installés avant la révolution. En réaction, la colonie de New Brunswick, qui avait fait partie, jusqu’en 1784, de la Nouvelle-Écosse, fut créée pour les 14 000 Loyalistes qui s’étaient installés dans ces régions. Sur les 46 000 qui ont pris le chemin du Canada, 10 000 se sont rendus au Québec, en particulier les Cantons de l’Est du Québec et de l’actuel Ontario.

## Retour de certains expatriés
Presque tous les Loyalistes ne quittèrent jamais les États-Unis mais restèrent et furent autorisés à être citoyens du nouveau pays. Certains devinrent même des chefs politiques ou religieux en vue à l’échelle nationale, comme Samuel Seabury ou Tench Coxe. Alexander Hamilton s’assura de 1782 à 1785 l’aide d’anciens Loyalistes de New York pour forger une alliance avec les Whigs modérés et arracher l’État au pouvoir de la faction Clinton. Plusieurs milliers de personnes qui étaient partis pour la Floride retournèrent en Géorgie. Un nombre réduit mais significatif de rapatriés avait trouvé la vie trop difficile en Nouvelle-Écosse. Certains conservateurs du Massachusetts s’installèrent dans le district du Maine. Néanmoins, la majorité d'entre eux ne revint jamais.
Le capitaine Benjamin Hallowell, en tant que conseiller Mandamus dans le Massachusetts, était le représentant direct de la Couronne et était considéré par les Insurgents comme l’un des hommes les plus détestés dans la colonie, mais en gage de compensation, son fils fut autorisé, à son retour d’Angleterre en 1796, à récupérer la maison familiale.

## Impact du départ des dirigeants loyalistes
Le départ d’un grand nombre de fonctionnaires royaux, de riches marchands et de propriétaires terriens détruisit les réseaux hiérarchiques qui avait dominé la plupart des colonies.
À New York, le départ des membres clé des familles Delancy, DePester, Walton et Cruger sapa le réseau de familles qui détenait et contrôlait en majeure partie la vallée de l’Hudson.
De même, en Pennsylvanie, le départ des puissantes familles Penn, Allen, Chew et Shippen y détruisit la cohésion de la vieille classe supérieure.
Le Massachusetts adopta en 1778 une loi bannissant 46 marchands de Boston, y compris les membres de certains des plus riches familles de la ville. Le départ de familles telles que les Ervings, les Winslow, les Clarks et les Lloyds priva le Massachusetts des hommes qui avaient été des chefs de réseaux de famille et de clients. La base des hommes qui les remplacèrent était bien différente. Les hommes nouveaux qui devinrent de riches marchands partageaient un esprit d’égalité républicaine supplantant l’élitisme de ceux qu’ils remplaçaient, et les Américains n’ont jamais recréé une telle classe puissante supérieure.[citation nécessaire] Un riche patriote bostonien nota en 1779 que « des gens qui auraient nettoyé mes chaussures cinq ans auparavant ont amassé des fortunes et roulent carrosse ».